# Higden
Higden est une municipalité du comté de Cleburne, dans l'État de l'Arkansas aux États-Unis.

## Démographie
| 1910 | 1920 | 1930 | 1940 | 1950 | 1960 |
| ---- | ---- | ---- | ---- | ---- | ---- |
| 336  | 220  | 142  | 181  | 115  | 40   |

| 1970 | 1980 | 1990 | 2000 | 2010 | - |
| ---- | ---- | ---- | ---- | ---- | - |
| 46   | 45   | 92   | 101  | 120  | - |